# Konferencja w Dumbarton Oaks

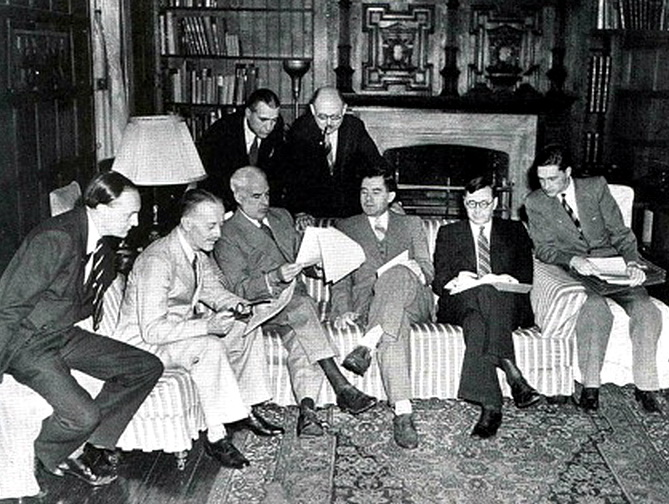
Nieformalne spotkanie w Dumbarton Oaks; siedzą (L–P): Peter Loxley, Alexander Cadogan, Edward Stettinius, Andriej Gromyko, Arkadij Sobolew, Walentin Bierieżkow; stoją (L–P): James Clement Dunn, Leo Pasvolsky (1944)

Konferencja w Dumbarton Oaks (Washington Conversations on International Peace and Security Organization lub Dumbarton Oaks Proposals) – międzynarodowy szczyt, podczas którego opracowano koncepcję Organizacji Narodów Zjednoczonych (ONZ), co negocjowane było przez przedstawicieli światowych mocarstw. Konferencja odbyła się w dniach 21 sierpnia – 7 października 1944 roku na terenie posiadłości Dumbarton Oaks, w Waszyngtonie, w Stanach Zjednoczonych.

## Zarys wydarzenia

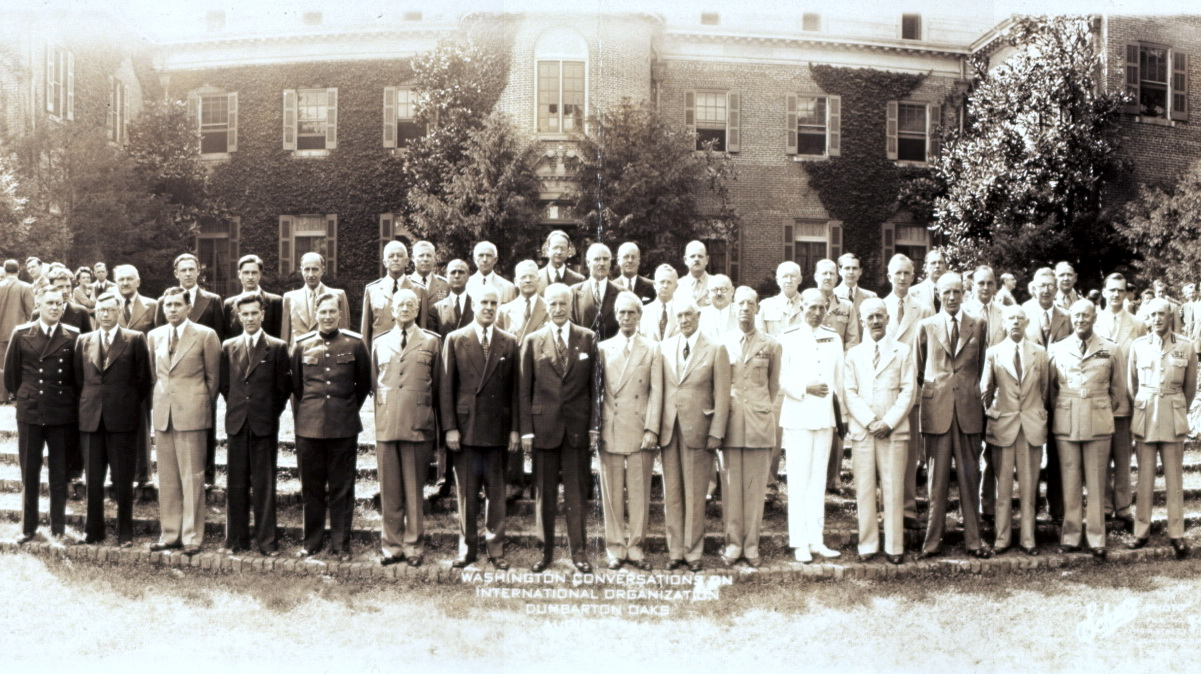
Uczestnicy waszyngtońskiej konferencji (sierpień 1944)

Konferencja w pałacu Dumbarton Oaks stanowiła pierwszy ważny krok, który podjęto, by wprowadzić w życie paragraf 4. deklaracji moskiewskiej z 1943 roku, według której konieczne było powołanie powojennej organizacji międzynarodowej mającej zastąpić Ligę Narodów. Spotkanie otworzył amerykański sekretarz stanu Cordell Hull. Podczas zebrania delegacje z Chin, Związku Radzieckiego, Wielkiej Brytanii oraz Stanów Zjednoczonych deliberowały nad projektem utworzenia organizacji mającej utrzymać pokój i bezpieczeństwo na świecie. Wśród reprezentantów byli: Edward Wood (brytyjski ambasador w Stanach Zjednoczonych), Andriej Gromyko (ambasador ZSRR w Stanach Zjednoczonych), Wellington Koo (chiński ambasador w Wielkiej Brytanii) oraz Cordell Hull. Amerykański podsekretarz stanu Edward Stettinius, jako przewodniczący waszyngtońskiej konferencji odegrał istotną rolę przy projektowaniu Karty Narodów Zjednoczonych.
Z uwagi na to, że Sowieci byli niechętni do bezpośredniego spotkania z Chińczykami, rozmowy podzielone zostały na dwa etapy. W dniach 21 sierpnia – 28 września zebrali się reprezentanci Związku Radzieckiego, Wielkiej Brytanii i Stanów Zjednoczonych. Dopiero po opuszczeniu konferencji przez Sowietów, 29 września rozpoczęli dyskusje delegaci z Chin, Wielkiej Brytanii i Stanów Zjednoczonych. Drugi etap szczytu zakończono 7 października.

## Wybór lokalizacji

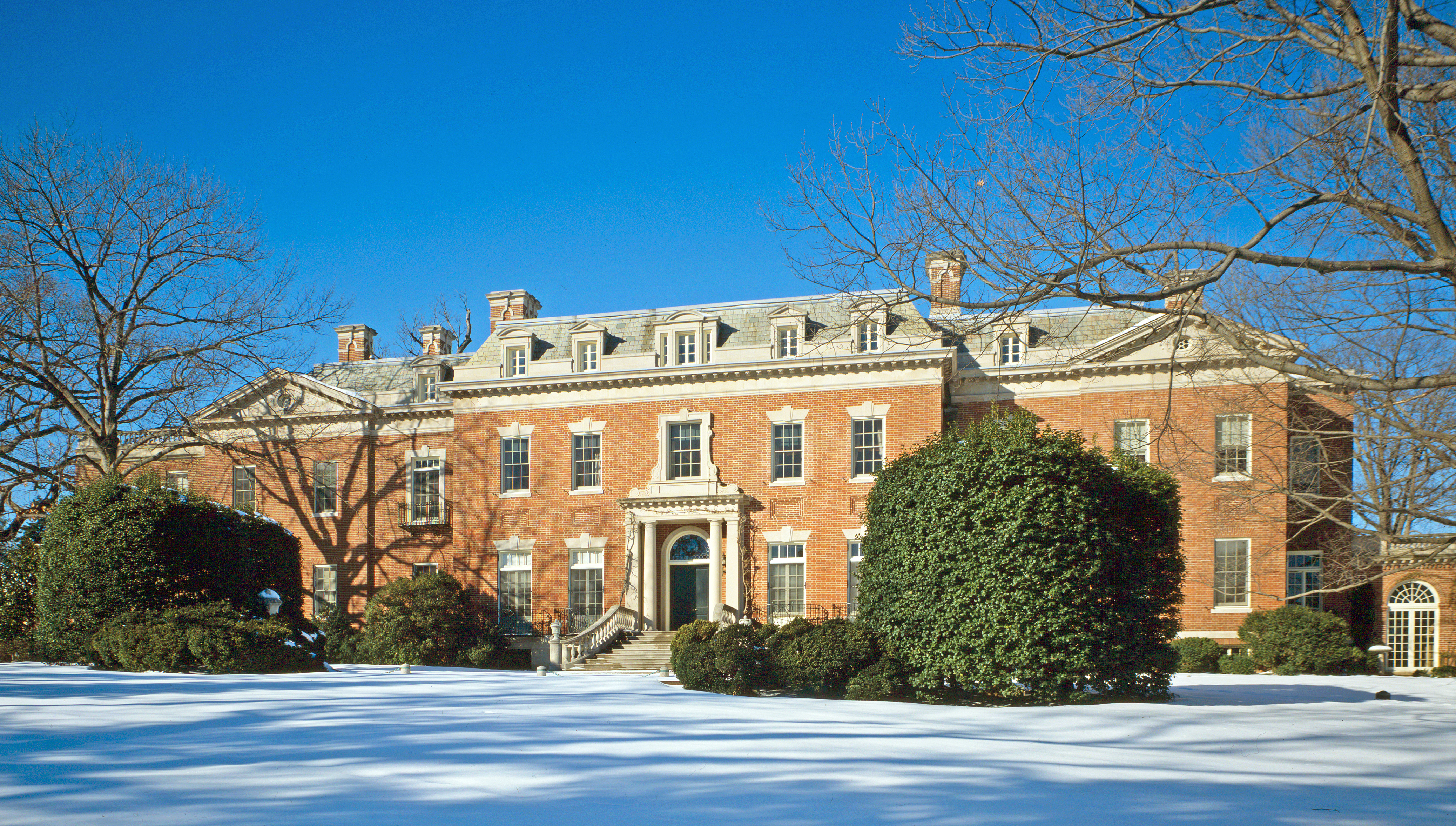
Rezydencja Dumbarton Oaks w Waszyngtonie (2000)

W 1940 roku Robert Woods Bliss wraz z żoną przekazali posiadłość Dumbarton Oaks na rzecz Uniwersytetu Harvarda; kierowali się chęcią powołania naukowo-badawczego instytutu oraz muzeum badań bizantynologicznych. Odegrało to zasadniczą rolę w zorganizowaniu spotkań na szczeblu międzynarodowym. W czerwcu 1942 roku, w imieniu Johna S. Thachera i powierników Uniwersytetu Harvarda, Bliss zaproponował oddać włości Dumbarton Oaks do dyspozycji sekretarza stanu Cordella Hulla. W czerwcu 1944 roku Departament Stanu uznał, że posiadłość Dumbarton Oaks mogłaby zapewnić wygodę delegatom, a „warunki były idealne”. W odpowiedzi na te oczekiwania pod koniec czerwca 1944 roku James Bryant Conant, rektor Uniwersytetu Harvarda, korespondencyjnie wznowił ofertę, którą Departament Stanu przyjął.

## Cele i rezultat
| Lp. | Cele określone dla projektowanej organizacji międzynarodowej | Źr.   |
| --- | --- | ----- |
| 1.  | Utrzymanie pokoju i bezpieczeństwo na świecie: wspólne przedsięwzięcie skutecznych środków na rzecz prewencji i zniwelowania zagrożeń, czego wynikiem miał być pokój i zahamowanie aktów agresji lub innych form zakłócenia bezpieczeństwa; doprowadzenie środkami pokojowymi do uregulowania lub porozumienia sporów międzynarodowych, które mogłyby prowadzić do naruszenia bezpieczeństwa. | [ 9 ] |
| 2.  | Rozwinięcie przyjacielskich relacji między narodami i zastosowanie innych adekwatnych środków w celu ugruntowania ogólnego pokoju. | [ 9 ] |
| 3.  | Dążenie do międzynarodowej współpracy na rzecz rozwiązań globalnej ekonomii, spraw socjalnych i innych problemów humanitarnych. | [ 9 ] |
| 4.  | Zapewnienie centrum do koordynowania przez narody wspólnych działań, które miały być nakierowane na te priorytety. | [ 9 ] |

7 października, w ostatnim dniu konferencji, delegaci zgodzili się na wstępny zestaw propozycji, które miały odpowiadać wyznaczonym celom. Rozmowy podczas zebrania omawiającego koncepcję Organizacji Narodów Zjednoczonych obejmowały, które państwa miały być zaproszone do grona członków, utworzenie Rady Bezpieczeństwa oraz prawo weta nadawane stałym członkom Rady Bezpieczeństwa.
Podczas konferencji jałtańskiej (4–11 lutego 1945 r.) zaproponowano system powierniczy, który miał zastąpić system mandatowy Ligi Narodów. Na konferencji Narodów Zjednoczonych w San Francisco, która trwała od kwietnia do czerwca 1945 roku, przyjęto prawo weta w Radzie Bezpieczeństwa, a także sfinalizowano treść Karty Narodów Zjednoczonych.